# مانويل غريغوريو أكوستا
مانويل غريغوريو أكوستا (بالإنجليزية: Manuel Gregorio Acosta)‏ هو رسام توضيحي ورسام أمريكي، ولد في 9 مايو 1921، وتوفي في 1989 في إل باسو في الولايات المتحدة بسبب إصابة كليلة.